# Knuthenlund
Knuthenlund er et biodynamisk landbrug på Lolland, 3 km nordvest for landbyen Stokkemarke.
Udover landbrug, skovbrug og udlejning af ferieboliger drev Knuthenlund indtil begyndelsen af 2018 dyrehold, mejeri, og kornmølle, samt gårdbutik, café og konferencefaciliteter. I marts 2018 solgte ejeren Susanne Hovmand-Simonsen efter flere års økonomiske problemer godset til brødrene Andreas og Erik von Rosen for ca. 200 mio., i den forbindelse blev mejeri, mølle og gårdbutik nedlagt, og gårdens besætning solgt, mens det økologiske agerbrug fortsætter.

## Økologisk landbrug og biodiversitet
Knuthenlund Gods er på 650 hektar og et af de største økologiske landbrug i Danmark. Produktionen er certificeret af Dyrenes Beskyttelse og Knuthenlund leverer blandt andet til Noma, Geranium og Irma. Kød fra Knuthenlund er også blevet solgt via Slagteren ved Kultorvet i København.
Knuthenlund var i årene 2015-18 drevet som en biodiversitetsgård, hvor biodiversitet - herunder gamle danske plantesorter og dyreracer - fyldte meget i produktionen. Fokusset på biodiversitet omfattede ikke kun landbrugets egen direkte produktion, men også padder, insekter og flagermus i området.
Knuthenlund Gods havde i perioden 2015-18 mere end 50.000 besøgende om året.

## Historie
Knuthenlund blev oprettet i 1729 som avlsgård under Knuthenborg Gods af Adam Christopher Knuth, i forbindelse med nedlæggelsen af landsbyen Bregekop, og fungerede som sådan frem til 1912.
I 1913 solgte Knuthenborg Gods Knuthenlund til mejeristen Jens Peter Herman Hansen.
I 2007 blev Knuthenlund omlagt fra konventionelt landbrug til økologisk produktion., og to år senere åbnedes et mejeri.

## Ejere af Knuthenlund
- (1729-1736) Adam Christopher von Knuth
- (1736-1747) Ida Margrethe Reventlow gift von Knuth
- (1747-1776) Eggert Christopher von Knuth
- (1776-1808) Johan Henrik Knuth
- (1808-1818) Frederik Knuth
- (1818-1856) Frederik Marcus Knuth
- (1856-1874) Eggert Christopher Knuth
- (1874-1888) Adam Wilhelm Knuth
- (1888-1913) Eggert Christopher Knuth
- (1913-1937) Jens Peter Herman Hansen
- (1937-1977) Morten Evald Hovmand-Hansen (søn)
- (1977-2000) Sten Hovmand-Hansen (søn)
- (2000-2006) Sten Hovmand-Hansen / Susanne Groth Hovmand-Simonsen (datter)
- (2006-18) Susanne Groth Hovmand-Simonsen
- (2018-) Andreas og Erik von Rosen